# Ahingsa-Jikko mee gam
Ahingsa-Jikko mee gam é um filme de drama tailandês de 2005 dirigido e escrito por Kittikorn Liasirikun. Foi selecionado como representante da Tailândia à edição do Oscar 2006, organizada pela Academia de Artes e Ciências Cinematográficas.

## Elenco
- Boriwat Yuto - Ahingsa
- Theeradanai Suwannahom
- Prinya Ngamwongwarn
- Ampon Rattanawong
- Taranya Sattabusya - Dr. Pattaya